# Elecciones generales de Italia de 1892
Las elecciones generales se celebraron en Italia el 6 de noviembre de 1892, con una segunda vuelta celebrada el 13 de noviembre. El bloque de izquierda "ministerial" emergió como el más grande en el Parlamento, ganando 323 de los 508 escaños. El sistema electoral volvió al método anterior a 1882 de utilizar distritos electorales uninominales con segunda vuelta.

## Contexto histórico
El primer mandato de Giovanni Giolitti como Primer Ministro (1892-1893) estuvo marcado por la desgracia y el desgobierno. La crisis inmobiliaria y la ruptura comercial con Francia habían deteriorado la situación de los bancos estatales, uno de los cuales, la Banca Romana, se había visto debilitado aún más por la mala administración. La Banca Romana había prestado grandes sumas de dinero a promotores inmobiliarios, pero quedó con enormes pasivos cuando la burbuja inmobiliaria colapsó en 1887. El entonces primer ministro Francesco Crispi y su ministro del Tesoro, Giolitti, conocían el informe de inspección del gobierno de 1889, pero temían que la publicidad pudiera socavar la confianza pública y suprimió el informe.
La Ley Bancaria de agosto de 1893 liquidó la Banca Romana y reformó todo el sistema de emisión de billetes, restringiendo el privilegio a la nueva Banca d'Italia - encargada de liquidar la Banca Romana - y al Banco di Napoli y al Banco di Sicilia, y proporcionando un control estatal más estricto. La nueva ley no logró mejorar la situación. Además, irritó a la opinión pública al elevar al rango senatorial al gobernador de la Banca Romana, Bernardo Tanlongo, cuyas prácticas irregulares se habían convertido en sinónimo de impunidad procesal. El Senado se negó a admitir a Tanlongo, a quien Giolitti, como consecuencia de una intervención en el parlamento a condición de la Banca Romana, se vio obligado a arrestar y procesar. Durante el enjuiciamiento, Giolitti abusó de su cargo de primer ministro para resumir documentos relacionados con el caso.
Simultáneamente, una comisión de investigación parlamentaria investigó la situación de los bancos estatales. Su informe, aunque absolvió a Giolitti de deshonestidad personal, resultó desastroso para su posición política, y el escándalo de la Banca Romana que siguió lo obligó a dimitir. Su caída dejó las finanzas del estado desorganizadas, el fondo de pensiones agotado, las relaciones diplomáticas con Francia tensas como consecuencia de la masacre de trabajadores italianos en Aigues-Mortes, y un estado de revuelta en Lunigiana y por Fasci Siciliani en Sicilia, que había demostrado ser impotente para reprimir. A pesar de la fuerte presión del Rey, el ejército y los círculos conservadores en Roma, Giolitti no consideró las huelgas (que no eran ilegales) como un crimen, ni disolvió los Fasci, ni autorizó el uso de armas de fuego contra manifestaciones populares. Su política era “permitir que estas luchas económicas se resuelvan por sí mismas mejorando la condición de los trabajadores” y no interferir en el proceso.

## Partidos y líderes
| Partido | Partido                     | Ideología                    | Líder             |
| ------- | --------------------------- | ---------------------------- | ----------------- |
|         | Izquierda histórica         | Liberalismo, Centrismo       | Giovanni Giolitti |
|         | Derecha histórica           | Conservadurismo, Monarquismo | Antonio Starabba  |
|         | Extrema izquierda histórica | Republicanismo, Radicalismo  | Felice Cavallotti |

## Resultados
|  | 63,58 % |

|  | 18,31 % |

|  | 11,02 % |

|  | 7,09 % |

|  | 97,76 % |

|  | 2,24 % |

|  | 100 % |

|  | 59,00 % |

1. 1 2 3 4  Estimado